# Prix suisses d'art
Les prix suisses d'art, anciennement appelés concours fédéral d'art, sont des prix décernés par l'Office fédéral de la culture (OFC) au nom de la Confédération.

## Histoire
Les prix suisses d'art sont la mesure de soutien à l'art la plus ancienne et la plus importante de Suisse. Ils ont commencé en 1898, « en tant que bourse fédérale pour jeunes artistes, afin d'améliorer le niveau de l'art suisse ». 
Le concours est géré depuis la création de l'institution en 1975, par l'OFC.
Les bourses se sont progressivement transformés en concours, pour devenir officiellement en 1994 le prix fédéral des beaux-arts, et à partir de 2014 les Prix suisses d'art.
Depuis 1994, le concours se tient chaque année sous le nom de Swiss Art Awards en prélude à Art Basel.
Depuis 2001 l'OFC décerne de trois à quatre prix Meret-Oppenheim.

## Principes
Les artistes, architectes, médiateurs d'art et d'architectures, d'origine suisses ou basés en Suisse, peuvent soumettre leur dossiers à l'OFC et, après une première sélection, la commission fédérale d'art (CFA), fait une première sélection de nommés. Ceux-ci peuvent participer au deuxième tour et exposer leurs œuvres pendant les Swiss Art Awards. 
Une dizaine de participants sont sélectionnés au deuxième tour, pour les prix dotés de 25 000 francs chacun.
Les Grand Prix suisse d’art / Prix Meret Oppenheim sont quant à eux décerné par la CFA sans concours, à des personnalités qui ont contribué à l’étude et au rayonnement de la création artistique et architecturale suisse contemporaine. Ces distinctions dotés de 40 000 francs chacune visent à faciliter la réalisation d’un projet important.

## Lauréats notables
| Intitulé du prix            | Artiste ou collectif | Année(s)   | Sources |
| --------------------------- | -------------------- | ---------- | ------- |
| Prix fédéral des beaux-arts | !Mediengruppe Bitnik | 2008, 2014 | [ 9 ]   |